# Ichneumon nigrifemoratus
Ichneumon nigrifemoratus är en stekelart som beskrevs av Tohru Uchida 1926. Ichneumon nigrifemoratus ingår i släktet Ichneumon och familjen brokparasitsteklar. Inga underarter finns listade i Catalogue of Life.